# Poá
Poá város Brazíliában, São Paulo államban. Lakosainak száma 113 793 fő (2015. július 1.). Poá Itaquaquecetuba, São Paulo, Ferraz de Vasconcelos és Suzano községekkel határos.

## Népesség
A település népességének változása:
| Lakosok száma | 95 801 | 106 013 | 113 793 | 118 349 | 103 765 |
|               | 2000   | 2010    | 2015    | 2020    | 2022    |